# Дамян Попхристов
Дамян Попхристов Попов е български дипломат в годините след Втората световна война.

## Биография
Попхристов е роден в 1888 година в костурското село Вишени, тогава в Османската империя, днес Висиня, Гърция. Между 11 февруари 1949 и 20 януари 1950 г. е секретар на Президиума на Народното събрание на Народна република България. От 27 юни 1950 до 18 август 1954 година е български пълномощен министър в Рим, Италия.
Умира в София в 1964 година.